# Torre Alfaro
La Torre Alfaro, o Ca l'Alfaro, és un edifici de Sant Andreu de Llavaneres (Maresme) inclòs a l'Inventari del Patrimoni Arquitectònic de Catalunya.

## Descripció
Es tracta d'un edifici aïllat envoltat de jardí i tancat per una reixa. Consta de planta baixa, pis i unes petites golfes. Hi ha una torre de tres pisos i de planta quadrada a la part esquerra. La coberta és a quatre vessants, tant pel que fa a la torre com a la casa. La casa té un gran balcó al primer pis que ocupa tota la façana; a l'entrada, el balcó fa de petit porxo. Les obertures estan remarcades amb unes motllures a la part superior. La casa acaba amb un ràfec igual que la torre. A les golfes hi ha un petit balcó i la coberta és a dues aigües. Les teules de les cobertes són vidriades, d'un color vermellós.

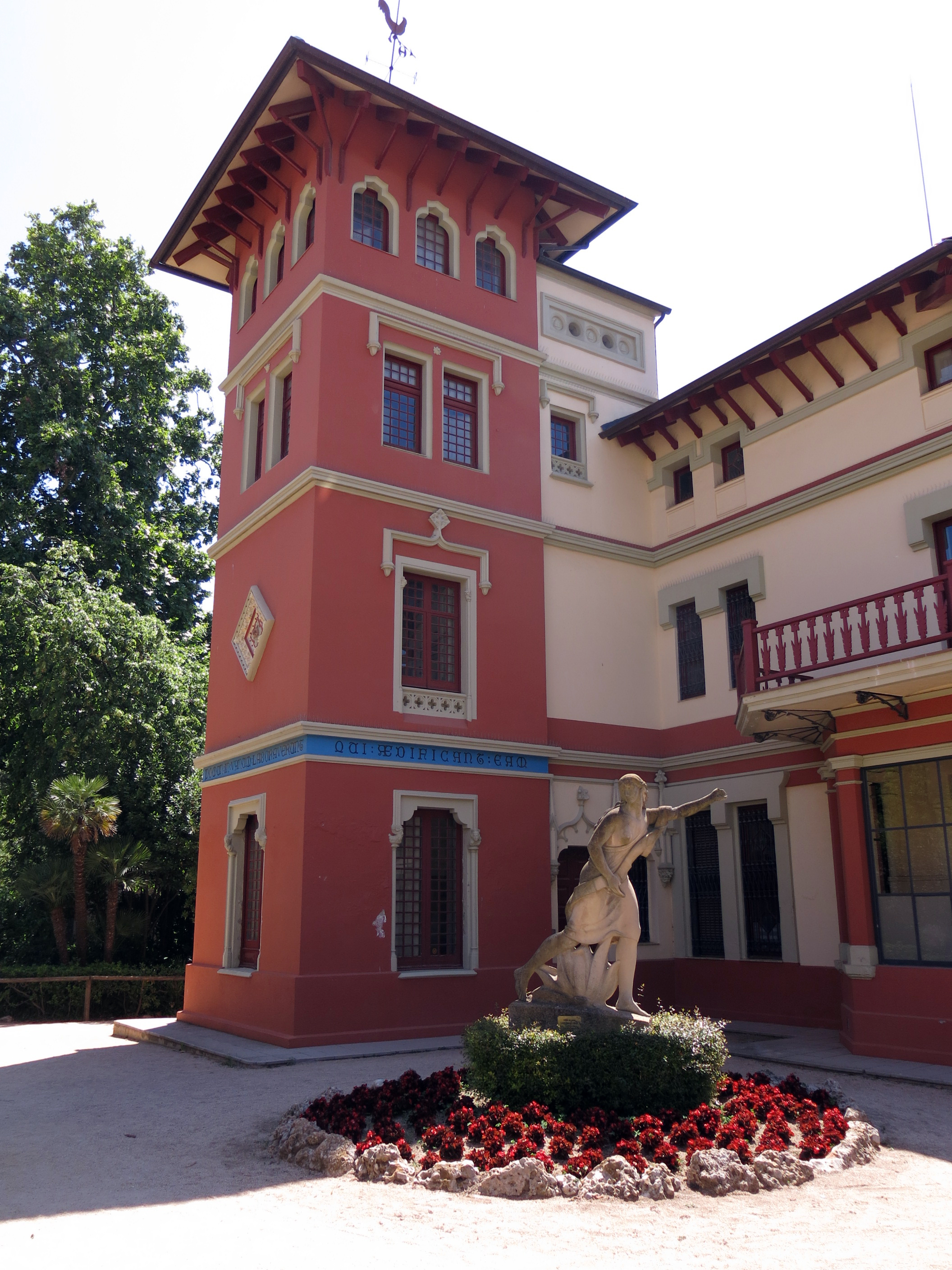
Detall de la torre

## Història
Aquesta casa fou edificada a començament del segle XX i pertany a la família Rocha. És de l'època en què Sant Andreu de Llavaneres esdevé un nucli d'estiueig per a la burgesia barcelonina.